# Kammanu

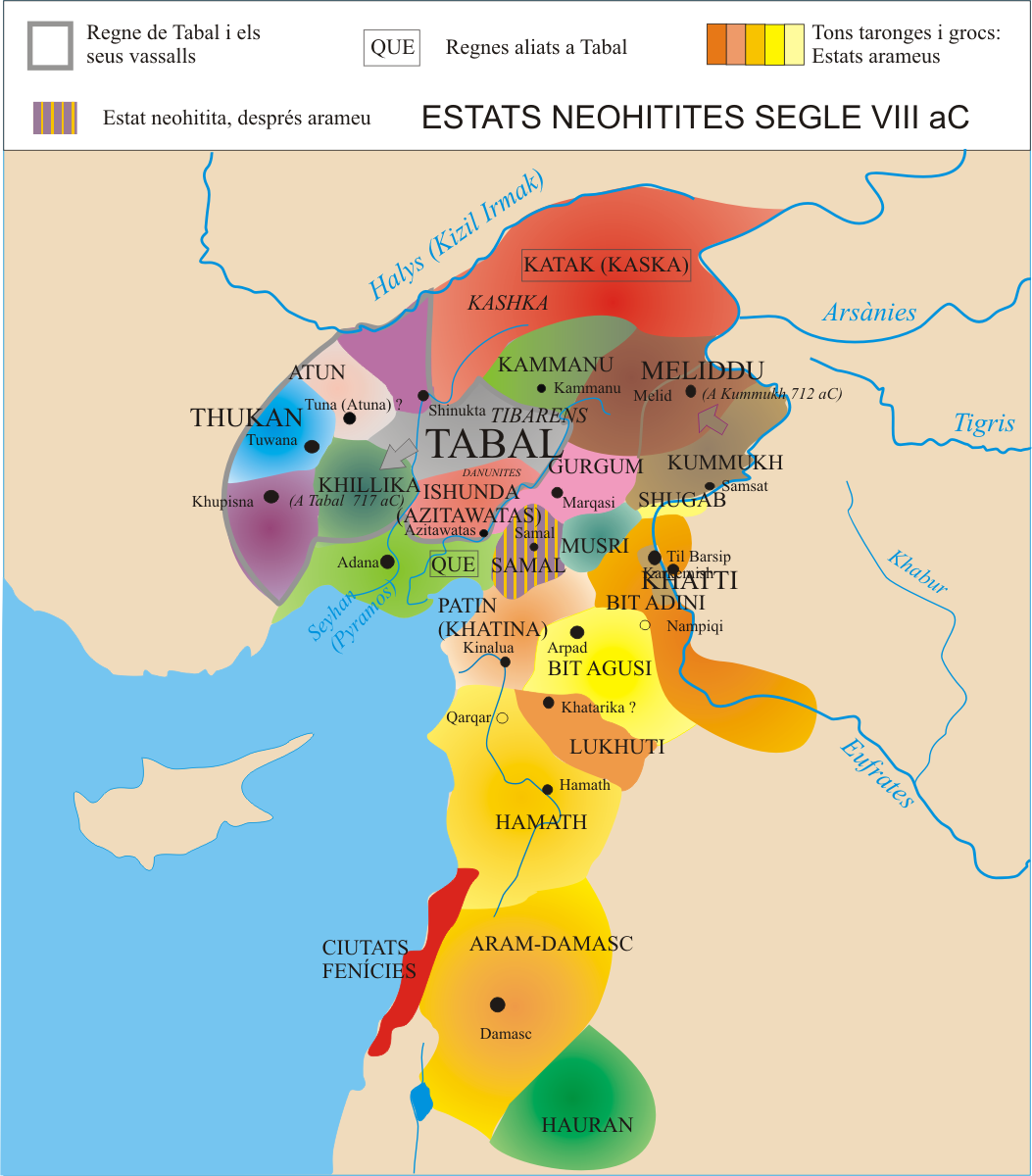
Regnes neohitites al

Kammanu va ser un estat neohitita situat a l'oest de Meliddu, al nord de Tabal i al sud de Katak, sorgit al segle xii aC amb l'enfonsament de l'Imperi Hitita. Al segle ix aC se'l coneixia amb el nom de Qamani i donava suport al rei de Musri on va fer una expedició Teglatfalassar I a la seva vuitena campanya o sisè any de regnat. Va governar cap a l'any 1115 fins al 1076 aC. Primer els assiris van derrotar els musris i després als qamanis, però aquestos es van reagrupar o reforçar i van presentar novament batalla a la muntanya de Tala on altre cop van ser derrotats i van haver de fugir perseguits pels vencedors que van arribar fins a la muntanya de Kharusa, al límit amb el país de Musri on els qamanis van patir una nova derrota; els assiris van entrar a Qamani i van conquerir la ciutat fortificada de Jarusa assetjant seguidament la capital, Kibshuna; els dos territoris van ser forçats a pagar un tribut anual després de patir el devastador sistema de guerra assiri. Com diuen els annals "els caps dels habitants de Musri van ser tallats com bens". A la regió va deixar el rei assiri un record de les seves victòries en plaques de coure a una fortalesa que va construir per assegurar les seves conquestes a Cilícia.
Poca cosa se sap de la seva història. Sembla que ja era un centre religiós de primer orde i el segle viii aC era vassall de Miliddu. Cap al 740 aC va passar a ser tributari d'Assíria, i potser el 715 aC (en tot cas abans del 712 aC), el rei Tarkhunazi de Meliddu, aprofitant les guerres de Sargon II, s'havia apoderat de Kammanu (Comana) on regnava Gunzinanu, que era tributari assiri i havia restat lleial, i per aquesta conquesta havia tingut el suport d'Urartu. Sargon va assolar el país i va destruir la capital Melid. Tarkhunazi es va tancar a la fortalesa de Tulgarimme però finalment va ser conquerida i el rei deportat a Assíria; Sargon va dividir el territori de Meliddu: una part amb la ciutat de Melid va ser incorporat al regne de Kummukh (Kummukhi/Commagene), on regnava Muwatalli, i la resta va formar una nova província que va repoblar. La submissió total va ocupar quasi un any. La sort de Kammanu no està clara però es suposa que hauria recuperat la independència i va formar un estat tampó entre Assíria i els muskhis. Aquestos l'haurien ocupat i a la mort de Sargon II el 705 aC va formar part del regne de Til Garimmu. Destruït aquest regne el 695 aC la situació resta incerta al llarg del segle entre els assiris, els muskhis i els cimmeris. Hauria passat després al regne de Lídia fins a la batalla de l'Halis quan va quedar en poder de Mèdia l'any 585 aC.
En època clàssica s'esmenta com Komana (Comana) a Cataònia, territori que anava fins a la riba de l'Halis.